# محمدحسین کشمیری
محمد حسین کشمیری ملقب به «زرین‌قلم» و «جهانگیر شاهی» از خوشنویسان هندی و نستعلیق‌نویسان اواخر سده دهم و اوایل سده یازدهم هجری است او به دربار اکبرشاه (۱۵۵۶-۱۶۰۵م/۹۶۴-۱۰۱۴ه‍.ق) بزرگترین پادشاه گورکانی هند راه یافت و از ملازمان او بود. اکبر شاه به وی خطاب «زرین رقم» اعطا نمود. محمد حسین کشمیری عهد جهانگیر (۱۶۰۵-۱۶۲۷م/۱۰۱۴-۱۰۳۷ه‍.ق) و شاه‌جهان (۱۶۲۷-۱۶۵۸م/۱۰۳۷-۱۰۶۹ه‍.ق) را نیز درک کرد و جهانگیر به او لقب «جهانگیرشاهی» داد.
محمد حسین کشمیری از شاگردان عبدالعزیز بوده است. او را از جمله شاگردان میرعلی هروی نیز ذکر کرده‌اند.